# Northern Colorado Hailstorm FC
Il Northern Colorado Hailstorm FC, conosciuto più semplicemente come Northern Colorado Hailstorm, è stato un club calcistico professionistico statunitense con base a Windsor, in Colorado. Disputava le proprie partite casalinghe presso il 4Rivers Equipment Stadium, impianto multifunzionale dotato di 2.500 posti a sedere.

## Storia
Il 12 gennaio 2021 la United Soccer League annunciò ufficialmente l'ingresso di una nuova franchigia proveniente dal nord dello stato del Colorado che avrebbe partecipato alla USL League One a partire dalla stagione successiva. Il 15 luglio successivo il club annunciò il suo stemma ed il suo nome ufficiale. L'11 agosto 2021 la società rivelò anche il nome del primo allenatore della sua storia, l'irlandese naturalizzato libico Éamon Zayed. Il primo giocatore in assoluto ad essere ingaggiato dal club fu inoltre l'irlandese Rob Cornwall, annunciato ufficialmente il 10 dicembre 2021.
Il 28 settembre 2024 il club ottenne il suo primo trofeo vincendo la Coppa USL in finale contro il Forward Madison. Poche settimane dopo, il 14 novembre, la USL annunciò di aver revocato la licenza del club a seguito delle dispute legali e dei debiti accumulati dal proprietario del club Jeff Katofsky, che avevano portato a dichiarare la bancarotta del suo progetto del Future Legends Complex il precedente 16 ottobre.

## Stadio
Il club disputava le proprie sfide casalinghe presso il 4Rivers Equipment Stadium, impianto secondario del Future Legends Complex, un complesso multifunzionale ancora in costruzione composto da 12 campi da calcio e 10 da baseball, oltre che da uno stadio principale da 6.500 posti a sedere capace di ospitare anche la squadra di baseball dei Northern Colorado Owlz.

## Palmarès

### Competizioni nazionali
- Coppa USL: 1

2024